# Marcel Rué
Marcel Rué (ur. 21 listopada 1926 w Monako, zm. 9 sierpnia 2017 tamże) – monakijski strzelec, olimpijczyk.

## Kariera
Trzykrotny olimpijczyk (IO 1952, IO 1960, IO 1976). Startował wyłącznie w trapie. Najwyższą pozycję osiągnął podczas swojego pierwszego startu – zajął 38. miejsce wśród 40 zawodników. 
Uczestnik igrzysk śródziemnomorskich. Wystąpił na nich w 1955 roku, jednak nie zdobył żadnego medalu.
Złoty medalista mistrzostw kraju. Był ostatnim żyjącym monakijskim sportowcem, który uczestniczył w igrzyskach w Helsinkach. Z zawodu był elektrykiem.

## Wyniki

### Igrzyska olimpijskie
| Igrzyska      | Konkurencja | Wynik            | Miejsce | Źródło |
| ------------- | ----------- | ---------------- | ------- | ------ |
| Helsinki 1952 | Trap        | 146 pkt. (76–70) | 38      | [ 1 ]  |
| Rzym 1960     | Trap        | NO               | NO      | [ 4 ]  |
| Montreal 1976 | Trap        | 141 pkt.         | 42      | [ 5 ]  |